# 飛蚊症

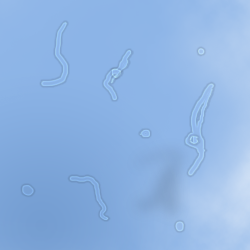
飛蚊症のイメージ画像

飛蚊症（ひぶんしょう）は、人間の眼球内の原因により視覚に発生する現象で、視界内に小さな薄い影（蚊や糸くずなどにも見える）のようなものが現れる。網膜上では特定の位置に影は存在しているが、眼球の運動による視界の移動により、この影は相対的に動き回っているように当人には感じられる。眼科分野では遭遇する頻度の高い症状で、疾患の場合もある。ムスカイボリタンテス (muscae volitantes) ともいう。

## 原因
目の内部を満たす硝子体内の混濁が網膜上に影を落とすことで発生する。混濁の原因には、
1. 生理的飛蚊症（病的ではないもので生来のもののことが多い）
2. 後部硝子体剥離（病的ではないもので加齢・強度近視・打撲などによるもの）
3. その他（網膜裂孔、網膜剥離、硝子体出血、ぶどう膜炎などの病的なもの）

などがある。強度近視の眼は飛蚊症になりやすいと言われている。

## 症状
視界に小さな薄い影や蚊、糸くずなどのようなものなどが見え、視点を変えるにつれ、それが動き回るように感じる。明るい場所で、白いものや空を見た場合などによく見える。

## 治療
飛蚊症の治療法の一つとして硝子体を切除する、FOV手術（Floater Only Vitrectomy）が行なわれている国がある。日本では、飛蚊症除去の目的で硝子体手術のリスクは高過ぎると考えられているため、FOVが行われることは少ない。しかし、硝子体手術の安全性は向上して適応が広がりつつあり、飛蚊症の治療法としても、安全な手術であるとの見解が日本でも広まりつつある。
他の治療法としては、レーザーで硝子体の混濁を直接に粉砕する施術もあり、FOVと比べて侵襲性が低いために安全性が高く、特に形状の明確な飛蚊症の解消に有効である。しかし、若年性の飛蚊症の場合に多い網膜や水晶体付近の混濁には、安全性確保のため、レーザーの照射は避けられる。この施術は欧米、台湾、韓国などでも行なわれており、日本から海外に渡航して治療を受ける例もある。2013年8月には、日本にもレーザー治療を開始するクリニックが現れた。レーザー機器は時代とともに精度と性能が向上しており、2013年初頭には飛蚊症治療に特化したレーザー機器も開発されている。

## 文献
- ロゲルギストC（近角聰信）「眼の中にただようゴミ」、『新 物理の散歩道 第3集』ちくま学芸文庫版 pp. 13～37、他にNAID 40001539640・NAID 40001539503・NAID 40001539429等